# Porte de Bourgogne (Moret-sur-Loing)

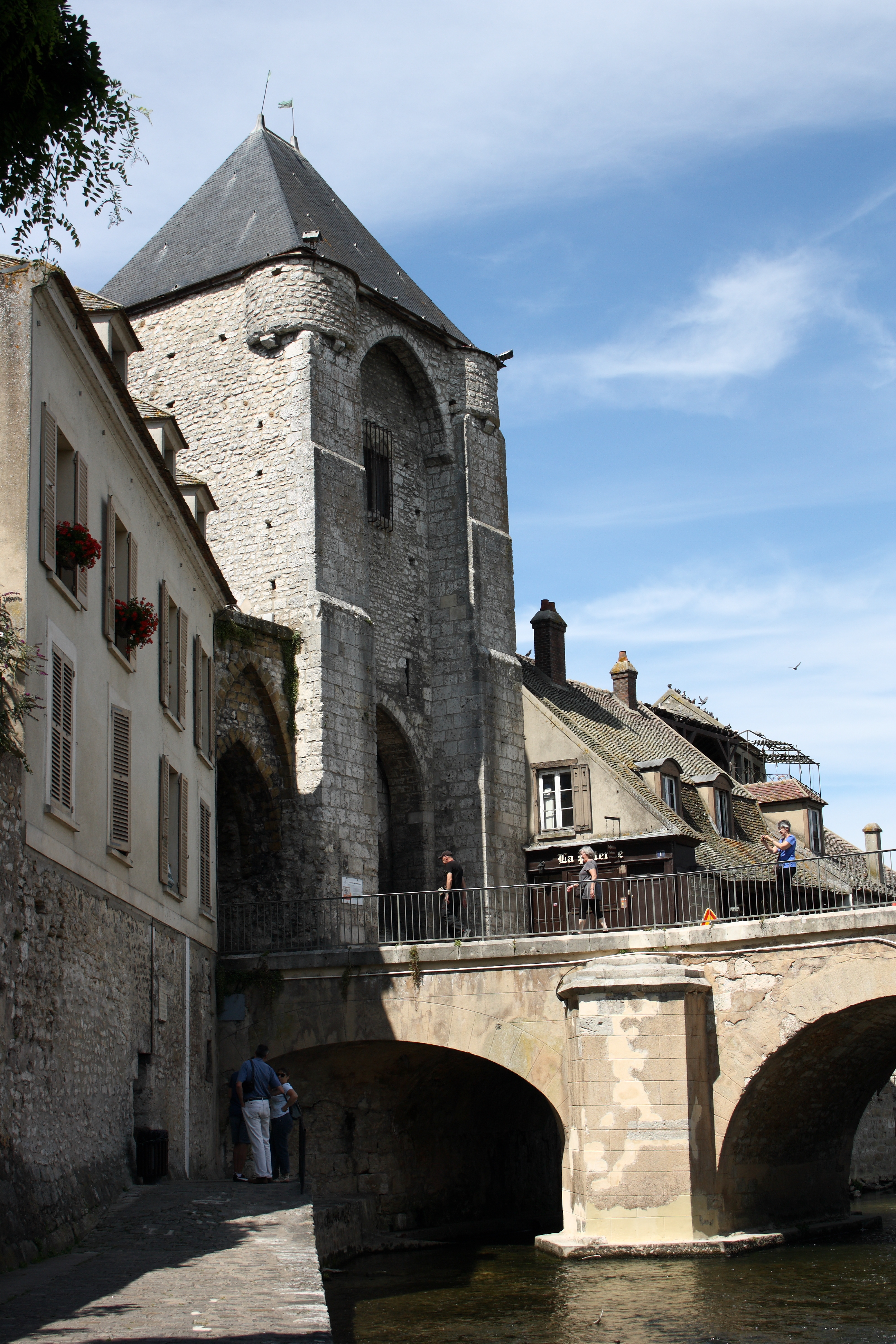
Porte de Paris mit Brücke

Die Porte de Bourgogne in Moret-Loing-et-Orvanne, einer Stadt im Département Seine-et-Marne der Region Île-de-France, ist ein Stadttor, das vermutlich im 13. Jahrhundert errichtet wurde. Das Bauwerk ist als Monument historique geschützt.
Die Porte de Bourgogne, ein Teil der Stadtbefestigung, befindet sich am östlichen Ende der Grande-Rue und direkt an der Brücke über den Fluss Loing.
Der rechteckige Torturm mit zwei spitzbogigen Öffnungen als Durchlass, zwischen denen sich ursprünglich das Fallgatter befand, besitzt an der Außenseite kleine Rundtürme. In einem befindet sich eine Treppe, die zu den Obergeschossen führt. Über dem Durchgang sind Reste eines Maschikuli vorhanden.